# Thomas Werndly
Thomas Johannes Werndly (Deventer, 1 januari 1830 – Zutphen, 22 maart 1868) was een Nederlands dichter en begenadigd schaker. Hij schreef vaak anoniem of onder de pseudoniem Didymus. Hij is daarom ook bekend als Didymus Werndly.
Hoewel Werndly een getalenteerde duizendpoot was die in elk geval letterkundig zijn tijd vooruit was, was hij in de loop van de tijd in de vergetelheid geraakt. In 2004 kwam hij weer onder de aandacht door de postume publicatie van zijn bundel Gedichten onder redactie van Komrij.

## Levensloop
Raad
Poog uw toekomst niet te lezen
In de blik van vrouwenogen:
Menig werd er door bedrogen,
En zal nimmer zalig wezen.

Laat u door die preekvertogen
Van een boetpaap niet belezen;
Want daar kan geen Hemel wezen,

Schoner dan in vrouwenogen.
Werndly werd in 1830 in Deventer geboren als eerste kind van Lodewijk en Geertruid Werndlij. Hij zou de oudste in een gezin met drie kinderen worden.
Werndly hoefde zich vanwege zijn komaf financieel geen zorgen te maken en zou nooit een beroep gebezigd hebben. Hij studeerde van 1855 tot 1862 letteren in Utrecht, maar heeft zijn studie nooit afgemaakt. Om academische graden en maatschappelijke betrekkingen maakte hij zich dan ook niet druk. In plaats daarvan verdiepte hij zich in hobby's als tekenen, schilderen, schaakspelen, werktuigkunde, sterrenkunde enz., waarin hij stuk voor stuk bedreven was.
Hij werd beschreven als een buitengewoon goedhartig, rondborstig en ondanks zijn talenten bescheiden persoon. Hoewel Werndly mogelijk de meeste bekendheid verwierf als dichter en toneelschrijver, was hij tevens actief in de schaakwereld.
Thomas Werndly trouwde in 1860 met Christina van Hooff en woonde sinds 1861 in de Lange Hofstraat te Zutphen. Ze kregen twee kinderen. Werndly overleed op slechts achtendertigjarige leeftijd aan een nierziekte. Door zijn vroegtijdige overlijden heeft hij nooit zijn talenten tot volle wasdom kunnen brengen. Dat hij anders tot grote hoogte in de literaire wereld had kunnen komen wordt algemeen erkend. Wellicht dat hij ook als schaker nog hogerop had kunnen komen.
Werndly ligt begraven op de begraafplaats aan de Warnsveldseweg te Zutphen. Zijn graf is echter niet meer te vinden omdat de zerk er ooit weggenomen is.

## Literaire carrière
Werndly was een trouwe leerling van Hooft en Bilderdijk in navolging waarvan hij zich met een eigenaardige woordenschat onderscheidde. Zijn dichtkunst werd met die van Huygens vergeleken. Ogenschijnlijk ter ere van Bilderdijk schreef Werndly in 1853 het gedicht Aan Bilderdijks verguizers:
Wat poogt ge ontzind gespuis! den achtbren bard te schennen?
Wat doelt ge op d'adelaar, die met ontploken pennen
In hooger spheren zweeft?
De onwisse pijlenzwerm, dien ge in de wolken dreeft,
Bereikt den koning niet der hemelsche gewelven;

Doch hagelt op u zelven!
Naar de huidige maatstaven is zijn proza mogelijk van marginale kwaliteit, maar gedurende zijn studie werd Werndly’s talent voor taal reeds erkend en werd gezegd dat hij zijn tijd ver vooruit was. Zijn reputatie als dichter groeide snel in de tijd dat hij betrokken was als redacteur in diverse bladen en (studenten) almanakken. Jan ten Brink beschrijft een anekdote waaruit Werndly's kwaliteiten reeds in zijn studententijd bekend en gewaardeerd waren: in het najaar van 1858 zou Werndly in de Stichtsche Studentensociëteit Placet Hic Requiescere Musis met een drietal andere dichters, allen redacteur van de Utrechtse studentenalmanak, het gedicht Drie studentjes van Piet Paaltjens, dat gepubliceerd was in het Leidse studentenalmanak van dat jaar, met bewondering bediscussiëren. Het gedicht Drie studentjes zou inderdaad dezelfde eeuw nog aan roem winnen in Nederland en Werndly had de kwaliteit ervan reeds bij zijn eerste publicatie herkent. Hij behoefde zich geen grote moeite te getroosten om anderen en met name Jan ten Brink zelf van "de betoovering van Piet Paaltjens' talent" te overtuigen. Dit was niet slechts tekenend voor Piet Paaltjens werk, maar ook voor Werndly's reputatie zelf, wiens ster op achtentwintigjarige leeftijd reeds hoog in de Nederlandse hemel leek te staan.

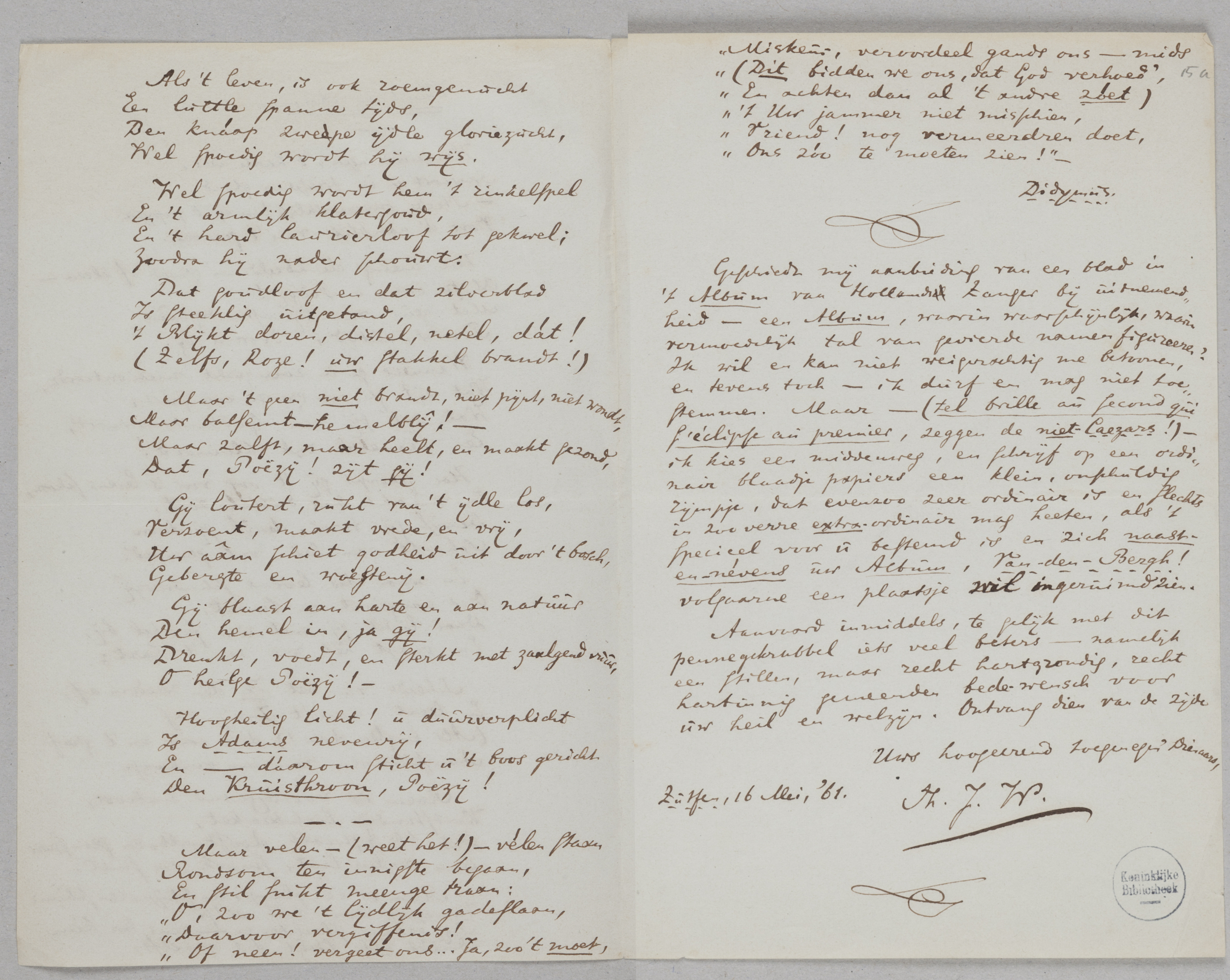
Handschrift van Werndly (1861)
in het Album amicorum van Samuel Johannes van den Bergh

Waardering leek uit diverse hoeken te komen, zoals ook weer eens bleek in 1861 toen Samuel Johannes van den Bergh hem schreef met de vraag een bijdrage te doen in zijn vriendenalbum:
"Mag ik u een Albumblad sturen? De vrienden, die mij zoo trouw bijstaan [namelijk bij het vullen van de almanak Aurora], beschouw ik wel degelijk als mijn vrienden, en de Genestet moge [...] zeggen, dat men het eerst met zijn literaire vrienden gebrouilleert is, omdat zij ijdel zijn - ik hoop het nooit met de mijne te worden."
In antwoord hierop stuurde Werndly de hiernaast afgebeelde dubbel ondertekende - met zijn pseudoniem en zijn initialen - handschrift. Deze met hanepoten geschreven tekst stak overigens schriel af tussen de ordentelijke en zelfs kunstzinnige bijdragen van anderen.
Desalniettemin werd Werndly's werk niet uitsluitend positief ontvangen. Zijn moderne en innoverende taalgebruik zou zelfs het letterkundig niet bepaald hoogdravende Sissa schaaktijdschrift soms iets te ver gaan. Desondanks bleek veel van door Werndly’s bedachte woorden later deel van de Nederlandse taal geworden te zijn. Hij was wat dat betreft actief betrokken bij de ontwikkeling van de Nederlandse taal, zoals blijkt uit zijn publicatie in 1863 van Een blik op iets van nationaal belang; een handvol op- en aanmerkingen met betrekking tot het ontwerp der spelling voor het aanstaande Nederlandsch Woordenboek.
Ook De Markies van Poza, een treurspel dat leunt op Friedrich Schiller's Don Carlos, dat door Werndly een jaar daarvoor geschreven was werd niet unaniem positief ontvangen. Het tijdschrift Vaderlandsche letteroefeningen was zelfs dermate kritisch over de literaire kwaliteit van dit werk dat Werndly naar hun "bescheiden oordeel" beter gedaan had als hij zijn manuscript niet uitgegeven had.

## Schaakcarrière

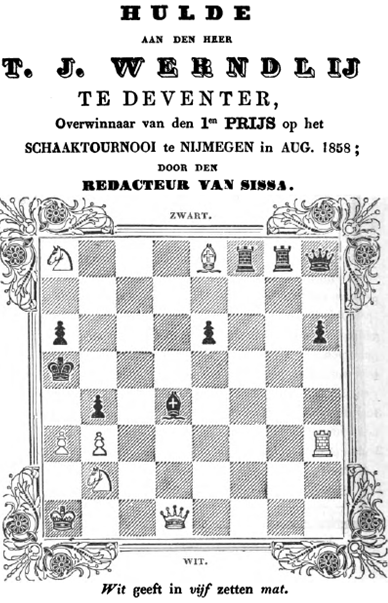
Schaakprobleem van Willem Verbeek ter ere van Werndly’s winst van het eerste nationale schaaktoernooi in Nederland. (Oplossing in voetnoot)

Werndly was een begenadigde schaker, die het spel onder meer leerde van ene J.H. Koopman uit Zaltbommel, een belangrijke leermeester voor Werndly in het schaken. Werndly zou hem desalniettemin in rappe schreden hebben voorbijgestreefd.
Werndly speelde blind, zelfs simultaan-blind en verwierf in wedstrijden bijna altijd de hoogste prijs, waaronder de winst van het eerste nationale schaaktoernooi in de Nederlandse geschiedenis, in 1858, door Messemaker in de finale te verslaan. Willem Verbeek huldigde hem voor die winst middels bijgevoegd schaakprobleem.
Het spelniveau dat hij gedurende zijn leven bereikt heeft wordt volgens de Edo-rating geschat op 2256.

### Fantasieschaak

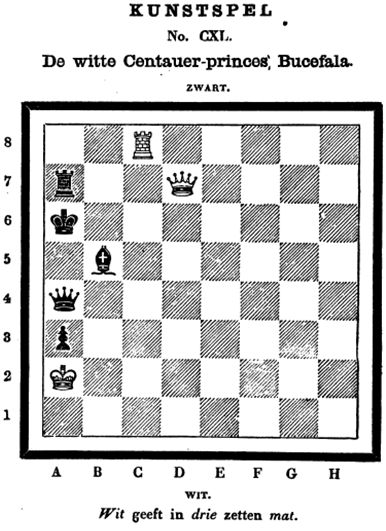
Fairy-chess-probleem, waar de Dame een Centaur is. (Oplossing in voetnoot)

Een ander teken van Werndly’s talent en creativiteit is dat hij bekend stond als de eerste Nederlandse “Fairy-chess”-problemist. In Fairy-chess kunnen stukken andere eigenschappen toegedicht krijgen dan in normale schaak. Zo vond Werndly de ‘Centaur’ uit, een stuk dat de eigenschappen van een dame en een paard in zich verenigt.
Hiernaast een schaakprobleem met de centaur, welke Werndly opdroeg aan “mijn oude en nieuwe schaakvrienden, daarbij inzonderheid gedachtig den Redakteur van Sissa, wien dank en hulde toekoomt voor meer dan enkel voor de mij opgedragen fraaie schaakstelling. Dank en hulde voor méér!” De “schaakstelling” waarnaar Werndly verwees was Verbeeks eerdergenoemde probleemstelling ter ere van Werndly’s winst van het nationale schaaktoernooi.

### Ontwikkeling van het schaakspel
Naast het schaken was Werndly begaan met de ontwikkeling van het schaakspel in de Nederlandse schaakgemeenschap. Hij geloofde hierbij erg in het nut van Sissa schaaktijdschrift als medium: “Sissa is in ons vaderland de centraalster, en het middenpunt der Schaakwetenschap”. Naar aanleiding van het succes van het eerste nationale schaaktoernooi in de Nederlandse historie ondernam Werndly in 1859 met Verbeek een poging tot het oprichten van een bond. Deze poging zou echter falen.
Werndly was zeer gewaardeerd als schrijver voor Sissa, waaraan hij in 1852 op tweeëntwintig jarige leeftijd zijn eerste bijdrage deed middels schaakgerelateerde gedichten. Behalve verslagen, poëzie en proza, bedacht hij veel problemen en eindspelstudies.
Zijn laatste bijdragen aan Sissa dateren uit 1867. Eén van zijn uitgebreidste rapporten was het verslag van het eerdergenoemde toernooi die hij overigens zelf won. Dat Didymus de verslaggever en de in zijn verslag zeer summier beschreven toernooiwinnaar Werndly dezelfde persoon was toont en passant zijn bescheiden karakter.
Werndly was dermate gewaardeerd dat hij een erelidmaatschap aangeboden kreeg van Strijdt met beleid, de schaakvereniging die het eerdergenoemde nationale toernooi verzorgd had. Hij was overigens regulier lid van de Deventer schaakvereniging Pallas. In 1860 werd in Utrecht zelfs ter zijne ere de schaakvereniging Didymus opgericht – deze zou echter maar enkele jaren bestaan.

## Publicaties

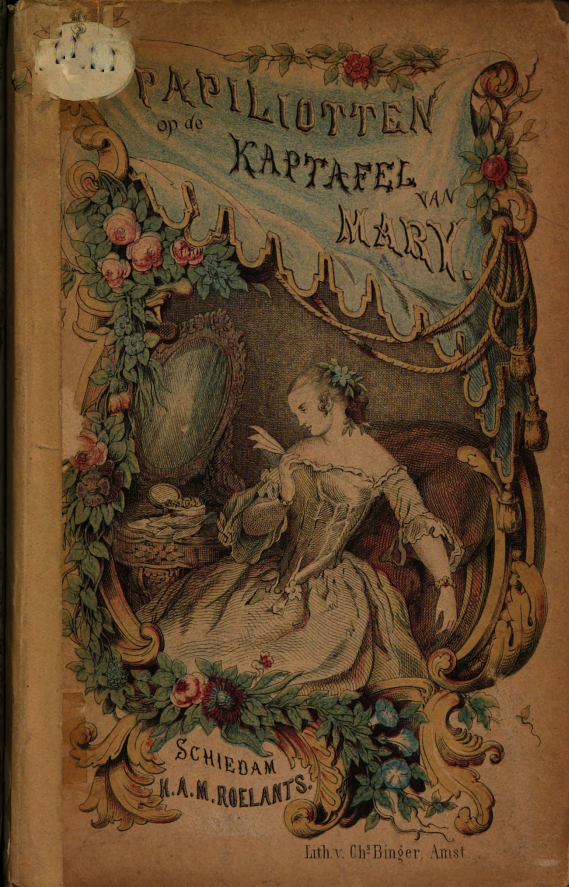
Omslag van Papiliotten op de kaptafel van Mary (1856). De afbeelding is een litho van Charles Binger.

- 1852: "Een Rijmpje bij den Haart", "De Gelofte", "Aan Bilderdijks verguizers", "Badur aan Freya" in Erato voor Neerlands schoonen.[14]
- 1854: Bijdragen in het dichtbundeltje door studenten
- 1855: Een zendelinge des Hemels[29], een verhaal in dichtvorm.
- 1856: Papiliotten op de kaptafel van Mary[a][30][31], een gedichtenbundel.
- 1856: "Vrouwenwaarde", "De leus van 't Heelal", "Non tali Auxilio!", en "Avonddroomen", in Proza en poezij - Ernst en luim.[32]
- 1858: Een ticheltje tot vasstelling van een bazis ter aestheetische waardeering van schaakpartijen[33], een schaakartikel.
- 1858: Vraagteekens[34]
- 1858: Voor vriend en vreemde. Een herinneringsblad aan den schaakwedstrijd gehouden te Nijmegen[26][35], het verslag van Nederlands eerste nationale schaaktoernooi.
- 1856: "Recipe", in Aurora jaarboekje voor 1856[36], uitgegeven door S.J. van den Bergh.
- 1862: De markies van Posa, treurspel in vijf bedrijven[37][38]
- 1862: Praktikaal-theoretische geest des schaakspels, of methode om in een week tijds een gedisciplineerd schaakspeler te worden[b][39], schaakboek.
- 1863: Een blik op iets van nationaal belang; een handvol op- en aanmerkingen met betrekking tot het "ontwerp der spelling voor het aanstaande Nederlandsch Woordenboek"[c][40]
- 1863: Verslag, opgemaakt in zake van den rederijkers-wedstrijd - gehouden te Deventer in Lentemaand 1863[d][41]
- 1864: Stemmen uit Nederland ten behoeve der betrekkingen van de bij de Denen gesneuvelde of zwaar verminkte ondergeschikte manschappen[42]
- 1864: "Vier Silhoëtten aan den wand van uw schaakgezelschap", schaaknovelle, in Sissa 1964, pp. 35-48.
- Bijdragen in Aurora, Holland, Vergeet mij niet, Noord en Zuid (Academische Mengelingen), Onze Muze, Jaarboekje voor Rederijkers, Almanak voor Hollandsche Blijgeestigen, en ander werk.[43]

### Postume publicaties

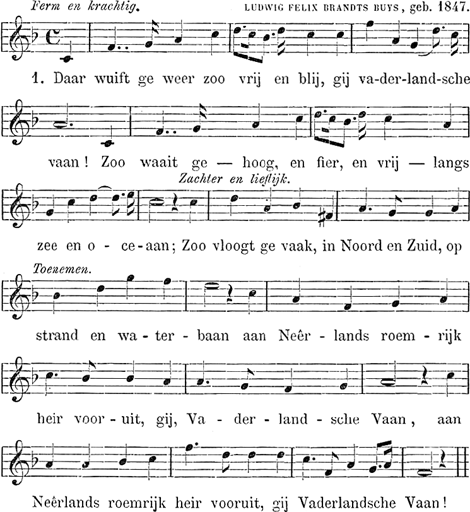
De Neêrlandsche vlag - Eerste couplet van Werndly's tekst verwerkt in het muziek van L.F. Brandts Buys.

Werndly schreef het liedje "De Neêrlandsche vlag", dat postuum met muziek van L.F. Brandts Buys en onder redactie van M.A. Brandts Buys gepubliceerd werd in Liedjes van en voor Neerlands volk (1873) en in Gezelschapsliederen Oud en Nieuw (1875).
In 2004 verscheen het boek Gedichten van Didymus, nummer acht in ‘De Sandwich-reeks’ onder redactie van Gerrit Komrij. In het voorwoord wordt de 19de-eeuwse letterkundige Jan ten Brink geciteerd:
"Onder de vroeggestorvenen mag niet vergeten worden Thomas Johannes Werndly, die als student te Utrecht in het tijdvak 1855-1862 zoveel beloofde. Hij was een buitengemeen jongmens, buitengemeen door zijne gestalte, door de uitnemende goedheid zijns harten, door zijne veelzijdige en grondige kennis, door zijn talent, aan hetwelk hij, onder de pseudoniem Didymus, somtijds veroorloofde in almanakken of tijdschriften zich te tonen. Zijn werk ligt verspreid, jammer genoeg, daar hij als trouw leerling van Hooft en Bilderdijk zich door een eigenaardige woordenschat onderscheidde. Het ware wenselijk, dat iemand voor hem deed, wat Beets deed voor Albertine Kehrer, op zes-en-twintigjarigen leeftijd verscheiden, maar niet vergeten, daar na haar dood een bundel met weemoedig, zacht mystiek gekleurde verzen het licht zag..."
Komrij schreef vervolgens:
"De naam Didymus bleef me intrigeren, zonder dat ik nog een gedicht van hem had gelezen. Dat in een eeuw waarin het evenveel dichtbundels regende als nu een dichter had rondgelopen, een buitengemeen jongmens nog wel, die geen bundel het licht had doen zien! Dat niemand, in een land waar ze zelfs boeken hadden gemaakt van de gedichten van Estella Hijmans en Sybren Polet, deze hint van Ten Brink had opgepikt!"
Mogelijk heeft Komrij de in 1856 gepubliceerde bundel Papiliotten over het hoofd gezien, maar dankzij hem stond Werndly 136 jaar na zijn dood wel weer in de schijnwerpers.
- Bibliothèque nationale de France: cb14639279c (data)
- Biografisch Portaal: 25966845
- Digitale Bibliotheek voor de Nederlandse Letteren: wern006
- Gemeinsame Normdatei: 1051289246
- International Standard Name Identifier: 0000 0003 9719 6347
- Nederlandse Thesaurus van Auteursnamen: 070052794
- RKD-Nederlands Instituut voor Kunstgeschiedenis: 421854
- Système universitaire de documentation: 261692046
- Virtual International Authority File: 292256707